# 1936 en santé et médecine
| Années de la santé et de la médecine : 1933 - 1934 - 1935 - 1936 - 1937 - 1938 - 1939    |
| Décennies de la santé et de la médecine : 1900 - 1910 - 1920 - 1930 - 1940 - 1950 - 1960 |

Cet article présente les faits marquants de l'année 1936 en santé et médecine.

## Événements
- 14 septembre : les médecins américains Walter Jackson Freeman et James W. Watts pratiquent la première lobotomie frontale à l'hôpital de l'université George Washington[1].

## Prix
- 10 décembre : prix Nobel de physiologie ou médecine : Sir Henry Hallett Dale, Otto Loewi.

## Naissances
- 30 août : Jacques Glowinski (mort en 2020), pharmacien et chercheur en biologie spécialisé en neurobiologie et neuropharmacologie.

## Décès
- 27 février : Ivan Pavlov (né en 1849), médecin et physiologiste russe, lauréat du prix Nobel de physiologie ou médecine de 1904 et de la médaille Copley en 1915.
- 28 février : Charles Nicolle (né en 1866), médecin et microbiologiste français, lauréat du prix Nobel de physiologie ou médecine de 1928.
- 16 septembre : Jean-Baptiste Charcot (né en 1867), médecin et explorateur polaire français.
- 16 novembre : Victor Pauchet (né en 1869), chirurgien français[2].

Date à préciser
- Joachim Carvallo (né en 1869), médecin et mécène d'origine espagnole, connu pour sa restauration des jardins et du château de Villandry.